# Resolução 169 do Conselho de Segurança das Nações Unidas
Resolução 169 do Conselho de Segurança das Nações Unidas, foi aprovada em 24 de novembro de 1961, reprovada as atividades de separatistas em Katanga, bem como a ação armada contra as forças das Nações Unidas, e insistiu que essas atividades cessem. O Conselho, em seguida, autorizou o Secretário-Geral a tomar as medidas necessárias para deter e deportar imediatamente todos os militares estrangeiros, paramilitares e mercenários não com nas Nações Unidas e pediu ao Conselho de Segurança que tome todas as medidas necessárias para impedir o seu retorno. O Conselho solicitou, em seguida, a todos os Estados membros a ajudar o Governo da República do Congo e para evitar quaisquer ações que possam contribuir para o conflito.
Foi aprovada com 9 votos, e duas abstenções da França e do Reino Unido.